# Francisco Zuluaga
Francisco de Jesús Zuluaga Rodríguez (Medellín, Colombia, 4 de febrero de 1929 - 8 de noviembre de 1993), más conocido como el "Cobo" Zuluaga, fue un futbolista colombiano, el más recordado capitán de la historia del Millonarios Fútbol Club de Bogotá. Es el jugador que más títulos ganó en el cuadro azul.
El Cobo anotó el primer gol de la Selección Colombia en un mundial, ocurrió en la edición de Chile 62 cuando anotará un gol de tiro penal.

## Trayectoria
Figuró como gran jugador de Millonarios en la época del El Dorado en Colombia, con el que debutó en 1948, el primer año del profesionalismo colombiano, compartiendo con jugadores de la talla de Alfredo Di Stéfano, Néstor Raúl Rossi, Adolfo Pedernera, Julio Cozzi, Gabriel Ochoa Uribe, entre otros. Se destacaba por su velocidad, entrega y compañerismo. Tiene el récord de ser el jugador que más Campeonatos Colombianos consiguió con el equipo embajador, 6 (1949, 1951, 1952, 1953, 1959 y 1961) y de ser el capitán y único colombiano titular indiscutido del equipo Ballet Azul, fue uno de los mejores defensores centrales de la historia del país, capitán de la Selección en la Copa Mundial de Fútbol de 1962. Reforzó a Huracán de Argentina en su gira por Colombia en 1956.
Participó con la selección Colombia en la Copa Mundial de Fútbol de 1962. Jugó en el primer partido de Colombia contra Uruguay anotando el único gol colombiano de tiro penalti, el primero del país cafetero en la historia de los mundiales de fútbol. Ese mismo año fue transferido a Santa Fe, luego de 14 años de permanencia en Millonarios.
Se retira en el año de 1966 jugando para Atlético Nacional. Luego ejercería como asistente técnico de Néstor Raúl Rossi en Millonarios en 1967, y asumiría como director técnico del club durante 1968 y 1969 y debido a sus buenos resultados en Millonarios, llegó a ser nombrado como entrenador de la Selección Colombia para las Eliminatorias a la Copa Mundial de fútbol de 1970. Posteriormente también dirigió el Atlético Nacional y fue nuevamente asistente de Néstor Raúl Rossi en Huracán de Argentina.
Falleció el 8 de noviembre de 1993, siendo reconocido en la memoria como uno de los máximos ídolos de Millonarios de Bogotá y uno de los mejores futbolistas colombianos de toda la historia.

## Clubes

### Como jugador
| Club                   | País     | Temporada |
| ---------------------- | -------- | --------- |
| Millonarios            | Colombia | 1948-1961 |
| Independiente Santa Fe | Colombia | 1962-1963 |
| Atlético Nacional      | Colombia | 1964-1965 |

### Como Asistente Técnico
| Club        | País      | Temporada | Asistente De        |
| ----------- | --------- | --------- | ------------------- |
| Huracán     | Argentina | 1968      | Néstor "Pipo" Rossi |
| Millonarios | Colombia  | 1967      | Néstor "Pipo" Rossi |

### Como Técnico
| Club               | País     | Temporada |
| ------------------ | -------- | --------- |
| Millonarios        | Colombia | 1968      |
| Selección Colombia | Colombia | 1968-1969 |
| Atlético Nacional  | Colombia | 1969-1970 |

## Estadísticas como jugador
| Club                   | Temporada | Liga | Liga  | Copa Libertadores | Copa Libertadores | Total Oficial | Total Oficial | Amistosos | Amistosos | Total no oficial | Total no oficial |
| Club                   | Temporada | PJ.  | Goles | PJ.               | Goles             | PJ.           | Goles         | PJ.       | Goles     | PJ.              | Goles            |
| ---------------------- | --------- | ---- | ----- | ----------------- | ----------------- | ------------- | ------------- | --------- | --------- | ---------------- | ---------------- |
| Millonarios · Colombia | 1948-1961 | 297  | 7     | 4                 | 0                 | 301           | 7             | 193       | 0         | 494              | 7                |

## Palmarés

### Campeonatos nacionales
| Título           | Club        | País     | Año  |
| ---------------- | ----------- | -------- | ---- |
| Primera División | Millonarios | Colombia | 1949 |
| Primera División | Millonarios | Colombia | 1951 |
| Primera División | Millonarios | Colombia | 1952 |
| Primera División | Millonarios | Colombia | 1953 |
| Copa Colombia    | Millonarios | Colombia | 1953 |
| Primera División | Millonarios | Colombia | 1959 |

### Campeonatos internacionales amistosos
| Título                           | Club        | Sede      | Año  |
| -------------------------------- | ----------- | --------- | ---- |
| Pequeña Copa del Mundo de Clubes | Millonarios | Venezuela | 1953 |